# Alchemilla impedicellata
Alchemilla impedicellata är en rosväxtart som beskrevs av S. Fröhner. Alchemilla impedicellata ingår i släktet daggkåpor, och familjen rosväxter. Inga underarter finns listade i Catalogue of Life.